# Stefan Winter (Sportphilologe)
Stefan Winter (* 1968) war Teamchef der deutschen Nationalmannschaft Skibergsteigen und ist Autor zahlreicher Fachbücher im Bereich des Bergsports.

## Wirken
Winter ist studierter Pädagoge für Sport und Deutsch und nahm bereits in jungen Jahren an Skitouren und Wettkämpfen teil, unter anderem 2005 im Team mit Günther Maier bei der Pierra Menta 2001 bei der Trofeo Mezzalama, an den Trophées du Muveran u. v. a.
Als staatlich geprüfter Sportphilologe und Berg- und Skiführer arbeitet er seit 1996 für den Deutschen Alpenverein (DAV). Dort war er zunächst für den Bereich Klettern als Schulsport im Referat „Bergsteigen, Ausbildung und Sicherheit“ verantwortlich und leitete das DAV-Jugendkursprogramm, die weltweit größte Bergsteigerschule für Kinder und Jugendliche. 2002 übernahm er die Koordination für die Spitzenbergsportart Skibergsteigen unter Dr. Wolfgang Wabel (Abteilungsleiter „Sportklettern - Skibergsteigen - Leistungsbergsteigen“) beim DAV und leitete den Aufbau sowie die Betreuung der Nationalmannschaft in dieser Sportart. Er war Mitglied des Bundeslehrteams Bergsteigen und des erweiterten Bundeslehrteams Sportklettern des DAV. Bei der Sektion Oberland des DAV war er ehrenamtlich als Schulsport- und Sportkletterreferent tätig. Bei der Kletterweltmeisterschaft 2005 in München war Winter für den sportlichen Ablauf zuständig.
Momentan ist er als Ressortleiter Breitenbergsport, Sportentwicklung und Sicherheitsforschung beim DAV tätig.
Nach Winter ist Hermann Kofler Trainer und Koordinator der Nationalmannschaft.